# Myckelmyrtjärnen, Dalarna
Myckelmyrtjärnen är en sjö i Falu kommun i Dalarna och ingår i Dalälvens huvudavrinningsområde.